# محمد بن خماسة
محمد بن خماسة (مواليد 28 يونيو 1993) هو لاعب كرة قدم جزائري يجيد اللعب كلاعب وسط لنادي اتحاد الجزائر ومنتخب الجزائر تحت 23 سنة لكرة القدم.

## روابط خارجية
- محمد بن خماسة profile at DZFoot.com (بالفرنسية)
- محمد بن خماسة على موقع قاعدة بيانات كرة القدم.إي يو (الإنجليزية)
- محمد بن خماسة على موقع ناشيونال فوتبول تيمز (الإنجليزية)
- محمد بن خماسة على موقع Soccerway.com (الإنجليزية)
- محمد بن خماسة على موقع عالم كرة القدم.نت (الإنجليزية)
- محمد بن خماسة على موقع أوليمبيديا (الإنجليزية)